# Ander Urdiain
Ander Urdiain Labayen (Pamplona, Navarra, 16 de noviembre de 2000) es un jugador de baloncesto español. Juega de alero y su actual equipo es el Palmer Basket Mallorca de la Primera FEB. Es hijo del exjugador profesional Juan José Urdiain.

## Carrera deportiva
Tras una gran temporada en el cadete del Saski Baskonia, donde fue el jugador más destacado de su equipo, en 2016 se incorporó al Basket Zaragoza para jugar en categoría júnior y reforzar el equipo de categoría EBA durante las temporadas 2016-17 y 2017-18.
Durante la temporada 2018-2019, alterna  participaciones con el Club Baloncesto El Olivar, filial del Casademont Zaragoza en Liga EBA con los entrenamientos del primer equipo a las órdenes de Porfi Fisac. En las filas del Club Baloncesto El Olivar promedió 11,8 puntos y 5,1 rebotes por encuentro en los casi 29 minutos que disputó por encuentro.
El 6 de enero de 2019 hace su debut en Liga ACB con Casademont Zaragoza en los que disputaría sus primeros minutos en el triunfo de los maños en casa ante el UCAM Murcia CB.
En la temporada 2019-20 es cedido al Levitec Huesca para disputar la Liga LEB Oro, disputando 25 encuentros en los que registró medias de 4.8 puntos y 1.8 rebotes. 
El 13 de agosto de 2021 se confirma de nuevo su continuidad en el conjunto oscense, cedido por tercera temporada consecutiva por Casademont Zaragoza. Sus promedios en la campaña 2021/22 fueron de 3.8 puntos y 1.8 rebotes. 
El 27 de agosto de 2022 firma por el Basket Navarra Club de la Liga LEB Plata. Promedió 12.4 puntos y 3 rebotes en la temporada 2022/23.
El 28 de agosto de 2023, firma por el CD Huelva Baloncesto de la Liga LEB Plata.
El 25 de julio de 2024, firma por el Palmer Basket Mallorca de la Liga LEB Plata.
En la temporada 2025-26, renueva su contrato con el Palmer Basket Mallorca tras lograr el ascenso a la Primera FEB.